# پشم‌چینی رمه‌ها
پشم‌چینی رمه‌ها (انگلیسی: Shearing the Rams) یک نقاشی رنگ روغن بر روی بوم کرباس از نقاش هنرمند استرالیایی، تام رابرتز است که در سال ۱۸۹۰ طراحی گردید. پشم‌چینی رمه‌ها با توجه به تجارت صنعتی رمه‌داری احشام و تجارت پشم در عین حال، تعبیری از جشن زندگی و کار اجدادی را نیز بیان می‌دارد به همین دلیل یکی از مشهورترین و محبوب‌ترین نقاشی‌های استرالیایی است. این نقاشی امروزه در نگارخانه ملی ویکتوریا قرار دارد.